# UH-1Y Venom
UH-1Y Venom (укр. «Ве́ном») — багатоцільовий вертоліт середнього розміру з двома двигунами, створений Bell Helicopter за програмою оновлення H-1 для КМП США. Одна із останніх машин серії Huey, UH-1Y також називають Yankee, через більш пізній варіант.
Після прийняття на службу у 2008 UH-1Y знаходиться у масовому виробництві для заміни всіх машин UH-1N Twin Huey, які є легкими багатоцільовими вертольотами які було представлено на початку 1970-х. UH-1Y повинні були переробити з UH-1N, але у 2005 було схвалено випуск нових машин.

## Розробка
У 1996 КМП США запустив програму оновлення H-1 підписавши контракт з Bell Helicopter на оновлення 100 UH-1Ns до UH-1Y і оновлення 180 AH-1W до AH-1Z. Програма H-1 створювала повністю модернізовані ударний та багатоцільовий вертольоти дуже  схожих за конструкцією для зменшення вартості. UH-1Y та AH-1Z мали однакові хвостові балки, двигуни, гвинтові системи, трансмісію двигуна, архітектуру авіоніки, програмне забезпечення, органи управління і дисплеї. Все це складалося більше ніж на 84 % з однакових компонентів.
Після встановлення нової авіоніки та радіостанцій, на додачу до сучасних кулеметів і оновлення безпеки, дуже збільшили вагу порожнього UH-1N. Маючи швидкість у 100 вузлів (190 км/год) і нездатність підняти набагато більше, ніж власний екіпаж, паливо і боєприпаси, що обмежує корисність UH-1N.

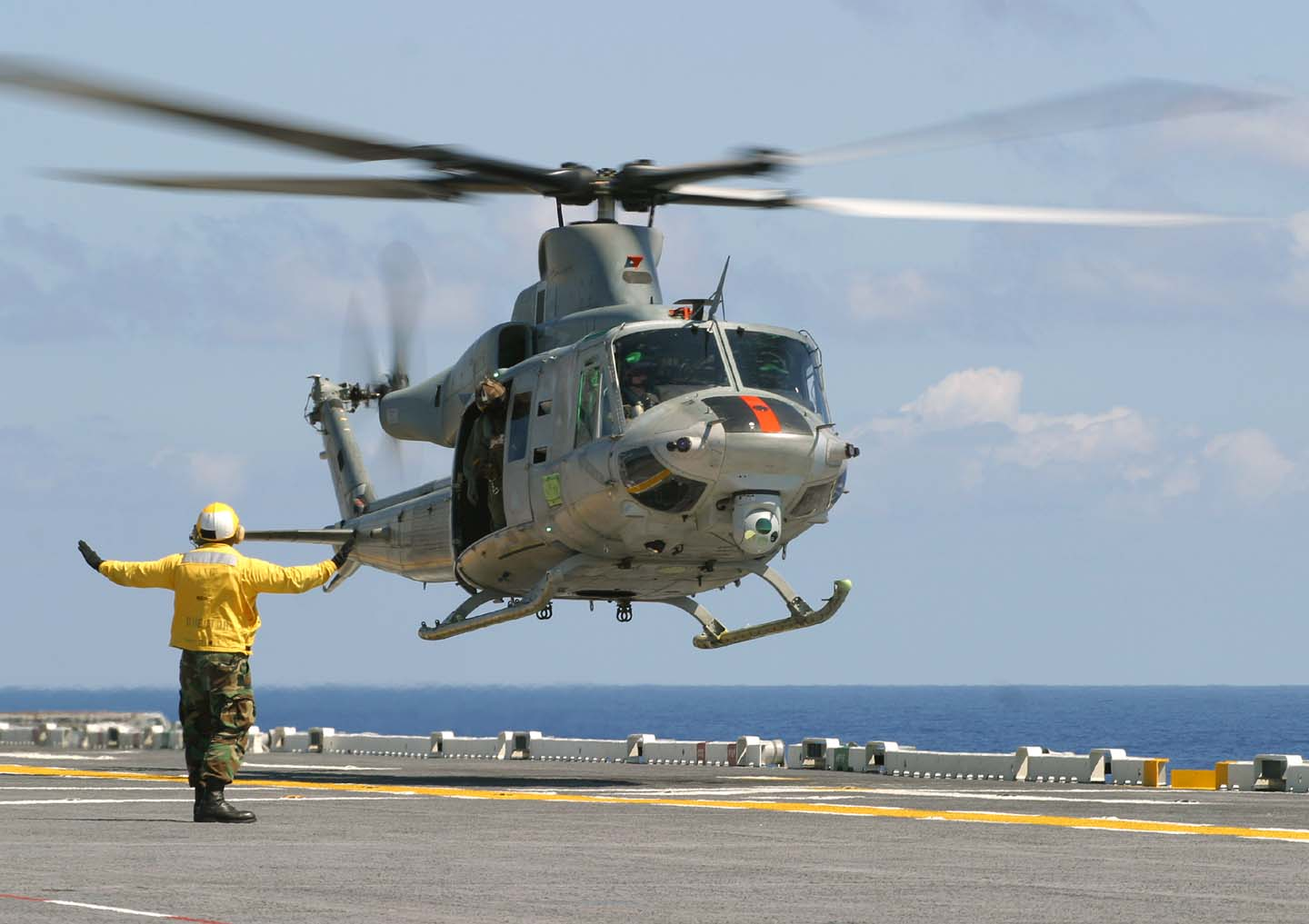
UH-1Y під час морських випробувань на борту USS Bataan

У моделі Y було оновлено пілотська авіоніка у скляній кабіні, додано подальші оновлення безпеки і встановлено на UH-1 сучасну систему ІЧ камер. Проте, найбільшим покращенням стало збільшення потужності двигуна. Заміна двигунів і дволопатевого гвинта на чотирилопатевий композитний гвинт на моделі Y поверне Huey можливість бути багатоцільовим вертольотом, який його і створювали на початку. Спочатку UH-1Y передбачалося створити на основі планерів UH-1N, але у квітні 2005 було вирішено будувати нові вертольоти.
Оновлений планер моделі Y займає центральне місце у авіації корпусу морської піхоти у Іраку. Huey виконував багато завдань і тому числі командування і керування (C2), ескортування, розвідки, військовий транспорт, евакуаційний транспорт і штурмовик. Зазвичай загін з 2–4 Huey розгортається разом з загоном з 4–8 Cobra. Спрямована вперед зброя вертольоту Cobra у поєднанні з бічними кулеметами на вертольотах Huey дає можливість вести вогонь по полю бою на 240°.
Bell представили UH-1Y корпусу морської піхоти у лютому 2008. Станом на вересень 2009, UH-1Y знаходиться у серійному виробництві, до кінця року КМП очікують отримати 21 машину. КМП планують придбати 160 машин моделі Y для заміни парку машин моделі N, поставки будуть завершені до 2016.

## Конструкція
Варіант UH-1Y є модернізованою конструкцією UH-1. Найбільш помітною відмінністю від інших варіантів є наявність чотирилопатевого гвинта, композитні лопаті несного гвинта створені для захисту від снарядів до 23 мм. 530 мм вставка за головними дверима допомогла  збільшити об'єм. UH-1Y має нові двигуни і трансмісію, цифрову кабіну з пласкими багатофункціональними дисплеями і на 84 % має уніфіковані частини з AH-1Z. У порівнянні з UH-1N, модель Y має більшу вантажопідйомність, більшу на 50 % дальність, зменшену вібрацію і більшу крейсерську швидкість.

## Історія використання

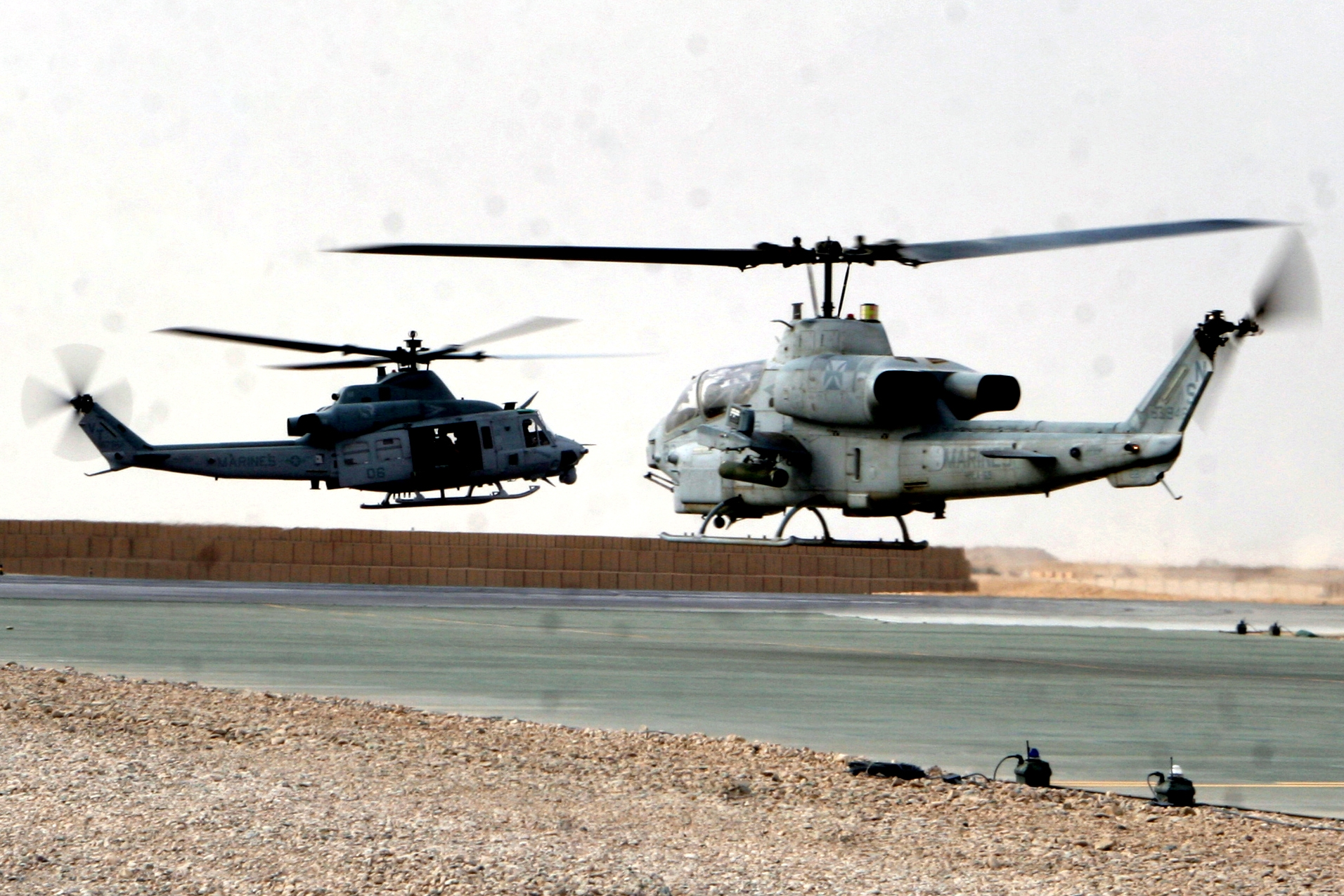
UH-1Y з HMLA-367 та AH-1W SuperCobra у Афганістані, листопад 2009

Випробування UH-1Y та AH-1Z були закінчені на початку 2006. У першому кварталі 2006 UH-1Y були передані у Оперативний випробувальний підрозділ  у NAS Патуксент-Рівер, де було розпочато операційні оціночні випробування (OPEVAL). У лютому 2008, UH-1Y та AH-1Z перейшли на другий і останній етап випробувань OPEVAL.
8 серпня 2008 КМП сертифікували UH-1Y як придатний для операційного використання і вперше розгорнутий у січні 2009 як частина бойового авіаційного елементу 13-го експедиційного підрозділу Морської піхоти. UH-1N Twin Huey був списаний морпіхами у серпні 2014, тому UH-1Y став стандартним багатоцільовим вертольотом Корпусу морської піхоти.

## Оператори
США
- Корпус морської піхоти США[2]
  - HMLA-167[24]
  - HMLA-169[25]
  - HMLA-269[26]
  - HMLA-367[27]
  - HMLA-369
  - HMLA-469[28]
  - HMLA-773[29]
  - HMLAT-303[30]

## Льотно-технічні характеристики
Джерело: Bell UH-1Y guide, International Directory of Civil Aircraft
Основні характеристики
- Пасажиромісткість: Один або два пілоти, плюс командир екіпажу, решта членів екіпажу в залежності від завдання
- Вантажопідйомність: 3020 кг в тому числі до 10 ударостійких пасажирських місць, 6 рятувальних ношів або еквівалентний вантаж[32]
- Довжина: 17,78 м
- Висота: 4,5 м
- Діаметр несучого гвинта: 14,88 м

- Площа обертання несучого гвинта: 168,0 м²
- Маса порожнього: 5370 кг
- Максимальна злітна маса: 8390 кг
- Корисне навантаження: 3020 кг
- Силова установка: 2 × турбовальний General Electric T700-GE-401C  1828 к.с. на 2,5 хв; 1546 к.с. постійно ( 1360 кВт на 2,5 хв; 1150 кВт постійно)

Льотні характеристики
- Максимально допустима швидкість: 366 км/год
- Максимальна швидкість: 304 км/год
- Крейсерська швидкість: 293 км/год (на велику дальність: 250 км/год)
- Бойовий радіус: 241 км з 990 кг навантаження
- Швидкопідйомність: 12,8 м/с

Озброєння
- Стрілецько-гарматне:

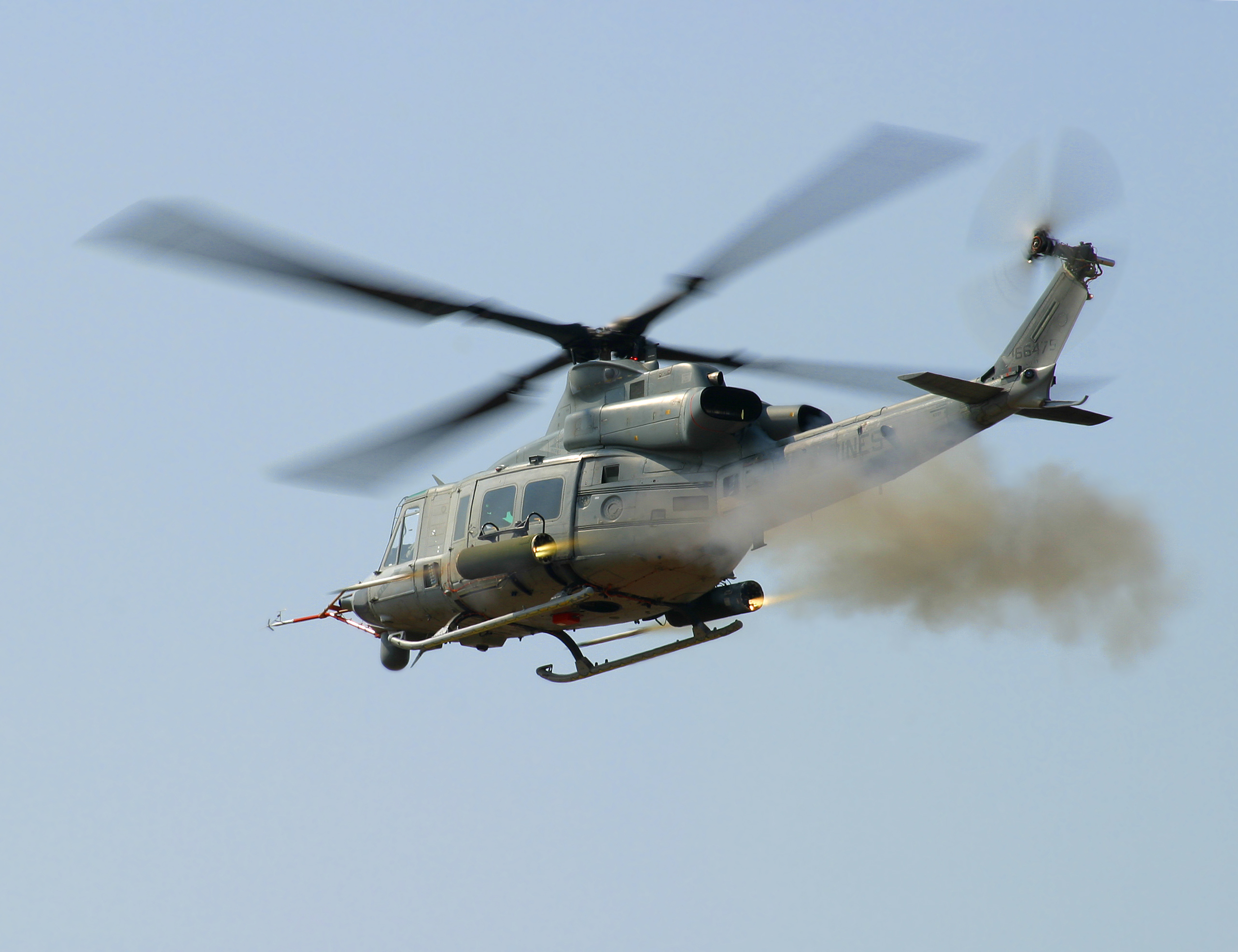
Залп НАРами з UH-1Y

- 2 цапфові установки кулеметів 7,62×51 mm M240D, .50 in (12,7 мм) GAU-16/A або 7,62×51 мм НАТО GAU-17/A кулеметів Гатлінга
- Керовані ракети:
- 2 зовнішні підвіски ракет APKWS II[33]
- Некеровані ракети:
- 2 зовнішні блоки 70 мм (2.75 in) Hydra 70[33]